# Франк, Мария
Мария Франк (швед. Maria Kristina Franck, 2 февраля 1771 — 17 апреля 1847) — шведская актриса и преподавательница драмы.

## Биография
Мария родилась в одном из приходов Уппсалы. Её отец был подмастерьем каменщика Юхана Франка и Бриты Лундстрём. В 1784 г. её приняли на учёбу в Королевскую оперу в Стокгольме, где её преподавателями были Мария Луиза Маркаде и Монвель — участники Французского театра Густава III. Заметив талант Марии Франк, Монвель обучал её как будущую драматическую актрису, а не как оперную певицу.
В 1788 г. был основан Королевский драматический театр, и Мария Франк стала его актрисой, войдя в состав актёрского совета, управлявшего театром до 1803 г. Она стала известна в первую очередь как трагедийная актриса, хотя играла и в комедиях, например, исполняла роль Миссис Дорсан в La Femme jalouse («Ревнивой жене») Пьера Десфоржа, а также исполняла небольшие роли в операх в Королевской опере и время от времени ездила по стране. Она стала одной из влиятельных актрис Королевского театра, пользовалась большим уважением. Директор театра Густав Фредрик Океръельм отмечал её здравые суждения, превосходные способности и заслуженную славу.
За свою театральную карьеру Мария Франк исполнила много ролей, в частности, в «Армиде», в Gustaf Adolf och Ebba Brahe Густава III, Alcides inträde i världen Иоганна Хеффнера, De gamla friarna Далейрака, Renaud Хеффнера и др.
Большая часть актёров и актрис поколения Марии Франк сошли с театральной сцены после сезона 1809—1810 гг., она же оставалась в театре до 1818 г., пока французский театральный стиль не вышел из моды. Мария Франк ушла с полной пенсией. В 1819 г. она возглавила актёрскую школу Dramatens elevskola и оставалась её руководительницей до 1823 г., став наставницей для Сары Торсслов и Шарлотты Эрикссон.
Мария Франк скончалась в 1847 г. в Стокгольме.

## Личная жизнь
Мария Франк в 1808 г. в возрасте 39 лет вышла замуж за гравёра Юхана Густава Рукмана, который был на 11 лет младше её, и потому в некоторых источниках Мария Франк фигурирует как Кристина Рукман, как её официально называли последние 10 лет её карьеры. В этом браке родилась дочь Мария Рукман, будущая художница. В отличие от актёров её поколения, после ухода из театра столкнувшихся с финансовыми трудностями, Мария Франк остаток жизни прожила в достатке.